# Colón (Putumayo)
Colón es un municipio de Colombia, situado en el sur del país, en el departamento del Putumayo. Está situado a 90 kilómetros de la capital departamental, Mocoa.

## Historia
La actual población de Colón, fue fundada con el nombre de «Sucre» por su fundador, el fraile franciscano capuchino Fidel de Montclar, el 10 de mayo de 1916 y reconocido como municipio el 1 de diciembre de 1920 mediante Decreto No 38 refrendado por el presidente Marco Fidel Suárez. En 1936 se adoptó el nombre definitivo de «Colón».
En general el área que conforma el municipio de Colón era casi deshabitada. La población se formó a partir de colonos provenientes de otras regiones del país, la mayoría mestizos. La mayor parte de los colonos provenían del vecino departamento de Nariño. Alguna población indígena arribó posteriormente al municipio, adoptando sus costumbres.

## División Político-Administrativa
Además de su Cabecera municipal. Colón tiene bajo su jurisdicción los siguientes Centros poblados:
- Las Palmas
- Michoacán
- San Pedro

## Geografía

### Descripción física
La altura de Colón es de 2215 metros en el perímetro urbano, pero en la zona montañosa de la cima alcanza los 2800 m s. n. m. La precipitación media anual es de 1580 mm; la humedad relativa media anual es de 80%. La topografía es plana ondulada hacia la cabecera municipal y a las veredas aledañas y montañosas hacia las veredas: Rejoya, Rundiyaco, Vergel de Fátima, Villa Nazareth. 
La vegetación es la característica de la sabana y el bosque andino; los suelos originados en rocas ígneas sedimentarias y metamórficas con erupciones de rocas volcánicas que ha originado suelos de abanicos, aluviales y orgánicos.
Colon cuenta con una importante riqueza ecosistémica, paisajística, biológica y cultural. Se localizan sistemas estratégicos los cuales son la base de la sustentación natural como: el recurso hídrico, páramos, reservas naturales junto con su biodiversidad. Además posee oferta natural de aguas termales.

### Límites del municipio
Decreto 2830 de 1989: “Desde el nacimiento de la quebrada Tingioy en el límite de la Comisaría del Putumayo con el Departamento de Nariño aguas abajo hasta su desembocadura en El Pantano de allí en línea recta a encontrar la confluencia del río Putumayo con el río San Pedro; éste aguas arriba hasta su nacimiento en el límite de la Comisaría con el Departamento de Nariño; se sigue este límite hasta el nacimiento de la quebrada Tingioy, punto de partida”.
El municipio de Colón está al noroccidente del departamento del Putumayo en la región del valle de Sibundoy a N 01° 11'38 -W 76° 58'38 la cual se localiza o colinda: Norte: Con la serranía del Bordoncillo y el municipio de Buesaco Nariño; Sur: Con el río San Pedro y el municipio de San Francisco; Oriente: Con el río San Pedro municipio de Sibundoy y el municipio de San Francisco (Putumayo); Occidente: Con el río Tinjoy y el municipio de Santiago (Putumayo).
- Extensión total: Su extensión superficiaria es de 75,38 km²
- Extensión área urbana: 3702 habitantes 1,1 km²
- Extensión área rural: 2231 habitantes 74,17 km²
- Altitud de la cabecera municipal (metros sobre el nivel del mar): Se encuentra a una altitud entre los 2100 y 3500 metros sobre el nivel del mar
- Temperatura media: Está enmarcado dentro de un área aproximada de 820 km cuadrados, con unas 3850 ha utilizadas y 4350 ha en baldíos; su clima promedio es de 16 grados centígrados, que fluctúa entre los 8 °C grados en invierno y 21 °C grados en época de verano.
- Distancia de referencia: 90 km con referencia a Mocoa capital del Putumayo.

## Economía
La economía del municipio está basada fundamentalmente en el sector primario, destaca en la agricultura los cultivos de maíz, patata, frijol, arveja, tomate de árbol y manzana, y en ganadería la cría de ganado vacuno.
También se destaca el turismo por la presencia del centro turístico Ambyaku, donde se aprovecha el agua termal. Allí se ofrece servicio asistido con piscinas, jacuzzi, sauna, duchas de agua termal, lodoterapia, además de restaurante.